# Radio Ga Ga
«Radio Ga Ga» — пісня 1984 року британського рок-гурту Queen, яку написав барабанщик Роджер Тейлор. Вийшла окремим синглом, на стороні «B» якого була пісня Браяна Мея «I Go Crazy». Крім того, увійшла до альбому The Works, а також до альбомів-збірок гурту Greatest Hits II та Classic Queen.
З цим синглом гурт досягнув успіху у всьому світі. Пісня посіла перше місце в 19-ти країнах, зійшла на другу сходинку британського UK Singles Chart й австралійського ARIA Charts, а також опинилась на 16-му місці американського чарту Billboard Hot 100. Без неї не обходився жоден концерт від 1984 року до 1986-го, коли на сцені востаннє з'явився Фредді Мерк'юрі. Вона пролунала й під час виступу на Live Aid 1985 року.
У кліпі на пісню використано кадри з німого науково-фантастичного фільму 1927 року «Метрополіс». Його постійно ставили в ефір музичних каналів і 1984 року номінували на премію MTV Video Music Award.
Пісня увійшла до відеогри Grand Theft Auto V, де її можна почути на радіостанції Los Santos Rock Radio.

## Значення
Пісню записали 1983 року, а реліз відбувся в січні 1984-го. У ній ідеться про те, що телебачення стає популярнішим за радіо, і що раніше люди радше слухали радіо, щоб почути улюблені комедії, драми й науково-фантастичні програми. А ще в ній сказано про появу музичних відео та заснування телеканалу MTV, який став конкурентом радіо як ще один важливий майданчик для популяризації записів. Кліп «Radio Ga Ga» номінували на здобуття нагороди за найкращу операторську роботу на MTV Video Music Awards 1984. Роджеру Тейлору належить цитата:
«Це частина того, про що пісня, справді. Про той факт, що вони [музичні відео], схоже, перехоплюють цінність аудіо, візуальний ряд, схоже, стає важливіший»
Пісня містить згадки про дві важливі радіоподії XX століття: рядок «through wars of worlds/invaded by Mars» («через війни світів/атаковані Марсом») — про радіопостановку «Війни світів» Герберта Веллса під керівництвом Орсона Веллса 1938 року, та рядок «You've yet to have your finest hour» («Найкраща твоя пора ще настане») — про промову «This was their finest hour» («Це був їхній золотий час») Вінстона Черчилля у Палаті громад 18 червня 1940 року.

## Створення

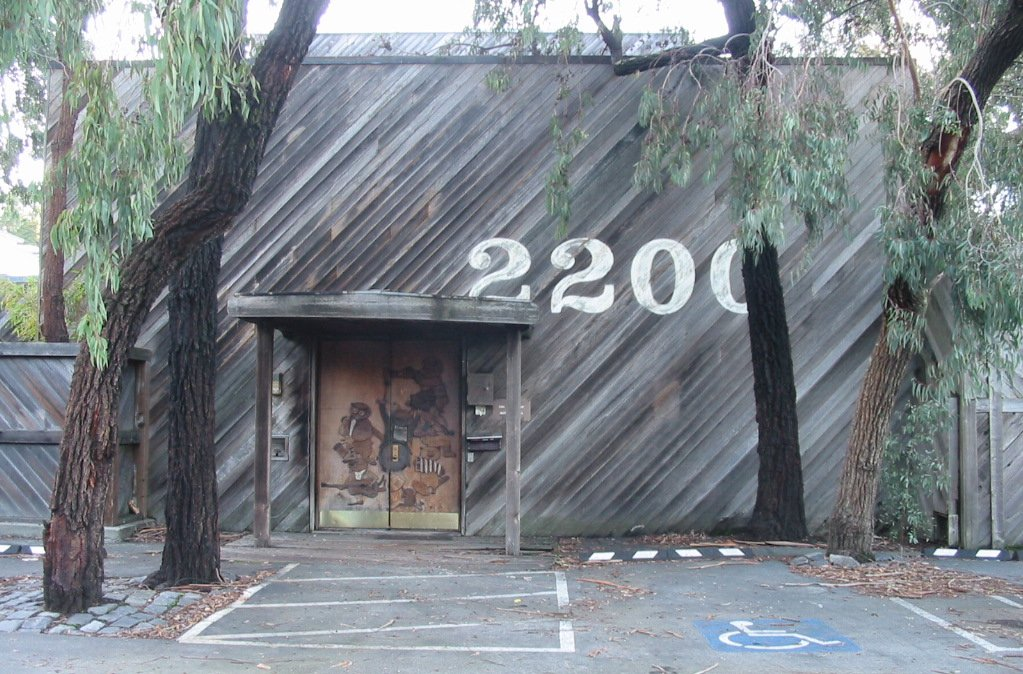
Гурт Queen записав пісню на Record Plant Studios (Лос-Анджелес) у серпні - на початку вересня 1983 року

Ідея написати подібну пісню з'явилась у Роджера Тейлора, коли якось у Лос-Анджелесі він почув як його син, слухаючи по радіо погану пісню, промовив: «радіо кака». Почувши цю фразу, Тейлор зачинився в кімнаті з синтезатором «Roland Jupiter-8» і драм-машиною (Linn LM-1) і почав писати пісню. Це мала бути пісня для його сольного альбому, та коли учасники гурту почули її, то вирішили, що вона може стати визначним хітом, отож Джон Дікон написав бас-лінію, а Фредді Мерк'юрі перебудував трек. Потім Тейлор поїхав на гірськолижний відпочинок, а в цей час Мерк'юрі вдосконалював слова, гармонію й аранжування пісні. Сеанси звукозаписування розпочали в серпні 1983 року у лос-анджелеській студії «Record Plant Studios». До запису долучили канадського сесійного клавішника Фреда Мендела, який пізніше працював з гуртом «Supertramp» і Елтоном Джоном. Партію басів Мендел запрограмував на синтезаторі «Roland Jupiter-8» за допомогою вбудованого арпеджіатора. Крім того, виразно чутно застосування вокодера «Roland VP330+».

## Музичне відео

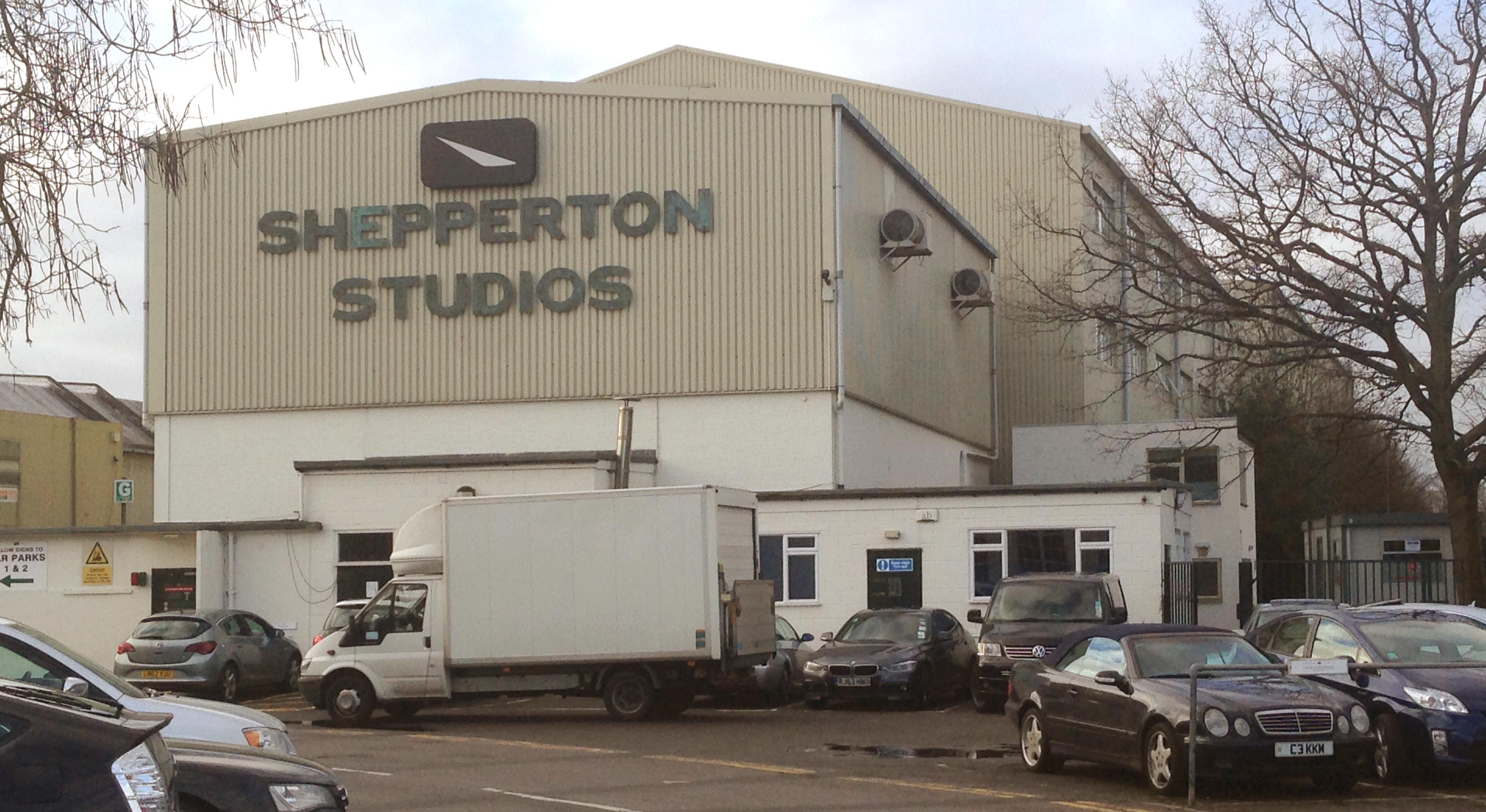
Shepperton Studios у Лондоні, де Девід Меллет знімав кліп у листопаді 1983 року

Режисер кліпу Девід Меллет використав кадри з німецької експресіоністської стрічки Фріца Ланга «Метрополіс» 1927 року. Сам відеоролик знімали між 23-24 листопада 1983 року та січнем 1984 року в Лондоні на студіях «Carlton TV Studios» і «Shepperton Studios».
У відео гурт в машині пролітає над містом «Метрополіс», а потім виконує пісню перед робітничим класом міста. Сольну пісню Фредді Мерк'юрі «Love Kills» використали у відновленій версії фільму «Метрополіс» Джорджо Мородера, а натомість Queen надали права використовувати кадри з фільму у кліпі «Radio Ga Ga». Утім, Queen довелося придбати права на використання фільму у комуністичного уряду Східної Німеччини, якому в той час належали авторські права. В кінці кліпу з'являються слова «Thanks To Metropolis» (укр. «Дякую Метрополісу»). У кліпі також використали кадри з ранніх відеороликів Queen.

## Живе виконання
Під час «The Works Tour» Queen завершували виступи (перед викликом на біс) піснею «Radio Ga Ga». Мерк'юрі зазвичай співав «you had your time» («ти мав свій час») у нижній октаві й змінював подачу слів «you had the power, you've yet to have your finest hour» («ти мав свою владу, найкращий твій час ще попереду»), а Роджер Тейлор співав слова перед початком приспіву високою октавою. Живі записи пісні з турне 1984/85 років записано і відзнято на концертах Queen «Rock in Rio» у 1985-му та «Final Live in Japan», теж у 1985-му. На бутлеґах чути, як підспівує Дікон, а він дуже нечасто співав на концертах.
Браян Мей про участь аудиторії у плесканні на концерті «Live Aid».
У липні 1985 року на стадіоні «Вемблі» Queen зіграли коротшу, швидкісну версію «Radio Ga Ga» під час концерту «Live Aid», де під час «божевільного виконання» 72 000 глядачів плескали в унісон. Це була друга пісня концерту «Live Aid» а ,відкривала його «Bohemian Rhapsody». «Radio Ga Ga» стала улюбленою піснею слухачів на концертах, адже ритм приспіву (скопійований з відео), давав їм можливість плескати в унісон. Мерк'юрі виконав усі високі ноти в цій версії. Пісню також грали під час «The Magic Tour» рік по тому, зокрема ще двічі на стадіоні «Вемблі». Тоді другий вечірній виступ записали для живого альбому «Live at Wembley '86», який вийшов на VHS Video і DVD 12 липня 1986 року.
20 квітня 1992 року пісню знову заграли на стадіоні «Вемблі» на Концерті пам'яті Фредді Мерк'юрі. Її виконав Пол Янґ. На концерті «Party at the Palace», присвяченому Золотому ювілею королеви Єлизавети II у 2002 році, «Radio Ga Ga» відкривала виступ «Queen»; Роджер Тейлор виконав вокальну партію, Філ Коллінз грав на ударних.
Пісню виконували у «Queen + Paul Rodgers Tour» 2005—2006 років, її співали Роджер Тейлор і Пол Роджерс. Виступ у закладі «Hallam FM Arena „ у Шеффілді 5 травня 2005 року записали офіційно. В результаті вийшов концертний альбом “Return of the Champions», випущений на CD 19 вересня 2005 року та на DVD 17 жовтня 2005 року. Також пісню виконували під час «Rock the Cosmos Tour» наприкінці 2008 року, тоді лише Роджерс виконав вокальну партію. За підсумками цього туру вийшов концертний альбом «Live in Ukraine», однак ця пісня не доступна на CD та DVD версіях цього альбому, що вийшли 15 червня 2009 року. Цей варіант виконання «Radio Ga Ga» доступний лише для цифрового завантаження на iTunes. Пісню знову виконували під час «Queen + Adam Lambert Tour» з Адамом Ламбертом на вокалі.

## Музиканти
- Фредді Мерк'юрі — вокал, бек-вокал
- Браян Мей — електрогітара, бек-вокал
- Роджер Тейлор — ударні, бек-вокал
- Джон Дікон — бас-гітара, бек-вокал
- Фред Мендель — синтезатор

## Чарти
| Чарт (1984)                                | Позиція |
| ------------------------------------------ | ------- |
| Австралія (Kent Music Report)              | 2       |
| Австрія (Ö3 Austria Top 75)                | 2       |
| Бельгія (Ultratop Flanders)                | 1       |
| Канада (Canadian Hot 100)                  | 11      |
| Данія (Årets Singlehitliste)               | 1       |
| Європа (Eurochart Hot 100)                 | 1       |
| Фінляндія (Suomen virallinen lista)        | 1       |
| Франція (IFOP)                             | 28      |
| Німеччина (Official German Charts)         | 2       |
| Ірландія (IRMA)                            | 1       |
| Італія (FIMI)                              | 2       |
| Нідерланди (Dutch Top 40)                  | 1       |
| Нідерланди (Mega Single Top 100)           | 2       |
| Нова Зеландія (RIANZ)                      | 4       |
| Норвегія (VG-lista)                        | 2       |
| Південна Африка (Springbok Radio)          | 4       |
| Іспанія (AFYVE)                            | 6       |
| Швеція (Sverigetopplistan)                 | 1       |
| Швейцарія (Media Control AG)               | 3       |
| Велика Британія (Official Charts Company)  | 2       |
| США (Billboard Hot 100)                    | 16      |
| США (Cash Box)                             | 14      |
| Західна Німеччина (Official German Charts) | 2       |

| Чарт (2018)                         | Позиція |
| ----------------------------------- | ------- |
| Канада (Hot Canadian Digital Songs) | 25      |
| Японія (Japan Hot 100)              | 38      |
| США (Hot Rock Songs)                | 17      |

| Чарт (2019)          | Позиція |
| -------------------- | ------- |
| США (Hot Rock Songs) | 23      |

| Чарт (1984)                     | Позиція |
| ------------------------------- | ------- |
| Австралія (Kent Music Report)   | 32      |
| Австрія (Ö3 Austria Top 40)     | 22      |
| Бельгія (Ultratop 50 Flanders)  | 34      |
| Канада (RPM Top 100 Singles)    | 78      |
| Італія (FIMI)                   | 12      |
| Нідерланди (Dutch Top 40)       | 32      |
| Нідерланди (Single Top 100)     | 23      |
| Швейцарія (Schweizer Hitparade) | 25      |
| США Cash Box                    | 100     |

## Кавер-версії
- 1988 року музичний театр акторки Елейн Пейдж записав пісню для альбому The Queen Album, до якого ввійшли кавер-версії пісень Queen.[56]
- Роджер Тейлор виконував пісню з гуртом Спайка Едні SAS Band.
- Значною мірою модифікована версія пісні є вступним номером мюзиклу We Will Rock You, що складається з пісень Queen.
- У 2004 році гурт Electric Six створив кавер-версію пісні. Гурт випустив пісню як сингл проти своїх бажань під тиском зі свого лейбла в той час, хоча пісня була в їхньому репертуарі під час перших днів його існування, коли гурт мав назву The Wildbunch. У музичному відео до пісні фронтмен Electric Six, Дік Валентайн, у вигляді привида Фредді Мерк'юрі, танцює біля його могили. Було поширене невірне тлумачення, що Валентайн (в образі Мерк'юрі) танцює на своїй могилі. У відеоролику на своєму сайті, він пояснював відео до пісні словами: «Хоча деякі стверджують, що це відео зображує мене, що танцює на могилі Фредді Мерк'юрі, насправді це більше схоже на воскресіння містера Мерк'юрі протягом усієї пісні, а його могила — логічна відправна точка».[57]
- Софі Елліс-Бекстор виконала живу кавер-версію пісні на шоу Al Murray's Happy Hour телемережі ITV.
- Гонконзький рок-гурт Tai Chi випустив варіант пісні на кантонському діалекті під назвою «我 的 愛人 / Wǒ de àirén» (англійською: «My Lover») у 1989 році.

## Вплив
Американська поп-співачка Lady Gaga обрала сценічне ім'я завдяки цій пісні. Вона ствердила, що «обожнює» Queen, і що у них був хіт «Радіо Ґа-Ґа». «Ось чому мені сподобалось це ім'я», — сказала вона.